# Sessa Aurunca
Sessa Aurunca és un municipi italià, situat a la regió de Campània i a la província de Caserta. L'any 2020 tenia 21.252 habitants.